# 小行星5244
小行星5244（英語：5244 Amphilochos）是一颗围绕太阳公转的小行星。1973年9月29日，C. J. 万·豪敦、I. 万·豪敦-格勒内费尔德、T. 赫雷爾斯在帕洛马山发现了此天体。
这颗小行星的绝对星等为128.07969等。小行星5244以希臘神話的人物安菲羅科斯命名。